# Write (UNIX)
writeは、Unix系オペレーティングシステムのコマンドの一つで、他の利用者に対してメッセージを送るプログラムである。writeコマンドは、対象の利用者の端末デバイス(tty)に直接メッセージを書き込む。。

## 歴史
writeコマンドはResearch Unixの初版に含まれていた。

## 使用法
writeコマンドの使用法は以下のとおりである。
```
$ 
write
 
利用者名
 
[
端末名
]

message

```

writeセッションはEOF（Ctrl+D押下）を送信することで終了する。対象の利用者が1つの端末しか使用していない場合は、端末名の指定は不要である。
利用者user1の端末pst/7にメッセージを送信する場合は、以下のようにする。
```
$ 
write
 
user1
 
pts/7

test

```

利用者user1の端末pst/7には、以下のように表示される。
```
Message from root@wiki on pts/8 at 11:19 ...

test

```